# Maipú (Chile)
Maipú este o oraș și comună din provincia Santiago, Regiunea Metropolitană Santiago, Chile, cu o populație de 468.390 locuitori (2012) și o suprafață de 133 km2.